# Doigt de Gargantua

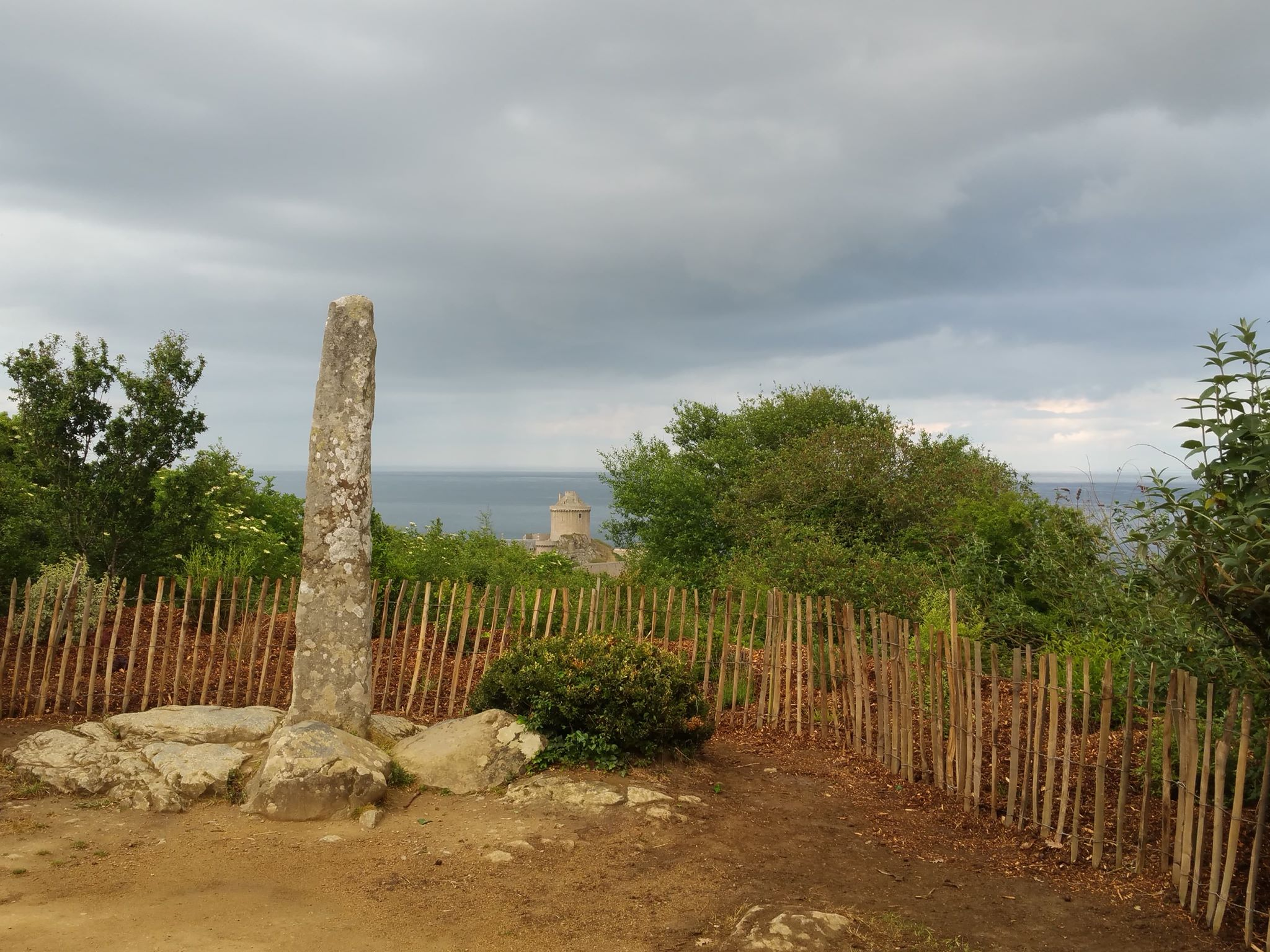
Doigt de Gargantua

Der Doigt de Gargantua (deutsch „Gargantuas Finger, auch Gargantuas Zahn“ oder Menhir de La Latte genannt) ist ein Menhir im Schlosspark von Fort la Latte in Plévenon im Département Côtes-d’Armor in der Bretagne in Frankreich.
Der 2,64 m hohe, 0,49 m breite und 0,24 m dicke Granitmenhir ist ein christianisiertes Megalithmonument, das früher von einem Kreuz gekrönt war. 
Der Menhir hat viele Namen, er wird auch die Nadel des Kriegers und Phallus des Riesen Gargantua genannt; nach dem Roman von François Rabelais (1483–1553). 
Über den Menhir gibt es mehrere Legenden. Laut einer hätte der Riese seinen Zahn oder seinen Finger verloren, als er den Ärmelkanal überspannte, um die Küste von England zu erreichen. Die Spur seiner Hufe und seines Stocks würden in den Felsen am Fuße des Menhir erkennbar sein. Eine andere besagt, dass Gargantua in Cap Fréhel nach einem Kampf mit den Korrigans (Feen) starb. Alle Inseln im Meer wären Teile des Riesen.
Den Namen „Pierre de Gargantua“ tragen Menhire in Doingt im Osten des Département Somme, in Neaufles-Auvergny im Département Eure und in Saint-Brevin-les-Pins im Département Loire-Atlantique.